# Promjene arterio-venskih križanja
Promjena arterio-venskih križanja ili arteriovenozni urez je fenomen gdje je, na oftalmološkom ispitivanju, vidljiva da se arteriola na mjestu gdje se križa s venulom što utiskuje u venulu, što uzrokuje izbočinu na venuli na jednoj od strana prijelaza. To se najčešće može vidjeti u hipertenzivnoj retinopatiji.  
Neovisno o tome, s obzirom na to da arteriola i venula dijele „ležište“, tj. zajedničku adventiciju, deblji zidovi arteriole guraju zidove venule tjerajući ju da kolabira. To stimulira venulu na formiranje oblika poput pješčanog sata oko arteriole. Druge teorije sugeriraju da to rezultira ne zbog kompresije sa strane arteriole nego zbog sklerotičnih zadebljanja ili proliferacije glijalnih stanica na strani gdje se te dvije krvne žile križaju.